# ارته‌زوشتری
اَرتَه‌زوشتری (به پارسی باستان: Artazauštrī؛ زبان یونانی باستان: Ἀρτοζώστρη؛ نویسه‌گردانی: Artozṓstrē) شاهدخت هخامنشی دختر داریوش بزرگ از آرتیستون و همسر مردونیه بود.
چه در متون ایرانی و چه در منابع یونانی هیچ موردی از شناسایی دختران شاهی از روی نام شخصی آنان نمی‌یابیم. در اغلب موارد، زنان را فقط به عنوان همسران یا مادران صاحب‌منصبان عالی‌مقام شاه، یا صاحب‌منصبانی که در ارتش شاه خدمت می‌کردند، می‌شناسیم. از بین زنانی که با لقب‌هایشان شناخته شده‌اند، از روی متون فقط نام ارته‌زوستر و خواهرش، ماندانا، بر اساس نوشته‌ای از دیودور سیسیلی به‌جا مانده‌است. او احتمالاً صاحب یک پسر به نام آرتونتس بوده‌است.